# In Defiance of Existence
In Defiance of Existence è il quinto album in studio del gruppo black metal norvegese Old Man's Child, pubblicato nel 2003.

## Tracce
1. Felonies of the Christian Art – 5:48
2. Agony of Fallen Grace – 4:28
3. Black Seeds on Virgin Soil – 4:57
4. In Defiance of Existence – 4:56
5. Sacrifice of Vengeance – 4:31
6. The Soul Receiver – 4:31
7. In Quest of Enigmatic Dreams – 0:52
8. The Underworld Domains – 4:48
9. Life Deprived – 4:49

## Formazione
- Galder - voce, chitarra, basso, synth
- Jardar - chitarre
- Nicholas Barker - batteria
- Gus G. - chitarra (1,9)